# مايك مورين (لاعب كرة قاعدة)
مايك مورين (بالإنجليزية: Mike Morin)‏ هو لاعب كرة قاعدة أمريكي، ولد في 3 مايو 1991 في أندوفر في الولايات المتحدة.

## وصلات خارجية
- مايك مورين على موقع دوري كرة القاعدة الرئيسي (الإنجليزية)
- مايك مورين على موقعبيزبول رفرنس.كوم (الدوري الرئيسي) (الإنجليزية)
- مايك مورين على موقعبيزبول رفرنس.كوم (الدوري الثانوي) (الإنجليزية)
- مايك مورين على موقع إي إس بي إن.كوم (أم.أل.بي) (الإنجليزية)
- مايك مورين على موقع مشجعي الرسوم البيانية (الإنجليزية)